# Nissan Neminov
Nissan Neminov (in ebraico ניסן נמנוב‎?  colloquialmente noto come Reb Nissan; Zhlobin, 1903 – Gerusalemme, 1984) è stato un rabbino, mistico e educatore bielorusso, ebreo ortodosso rinomato Mashpia e mentore del movimento religioso chassidico Chabad-Lubavitch presso la Yeshivah di Tomchei Temimim a Brunoy, vicino a Parigi (Francia).
Fu insegnante di migliaia di studenti e rinomato per profonda pietà e astinenza. È sepolto sul Monte degli Ulivi a Gerusalemme, in Israele.

## Biografia
Nato in Bielorussia nel 1903 e conosciuto per il suo timore del peccato e amore di Dio sin da bambino, ebbe a studiare nella yeshivah del quinto Rebbe Lubavitcher, Rabbi Sholom Dov Ber Schneersohn (il Rebbe Rashab). Il sesto Rebbe, Rabbi Yosef Yitzchok Schneersohn (il Rebbe Rayatz) lo nominò Rosh Yeshiva e Mashpia di varie yeshivah in città russe e fu a capo di molte battaglie contro il regime sovietico, che lo imprigionò diverse volte, torturandolo per aver diffuso la Torah e insegnato lezioni di Chassidus. Nel 1947 raggiunse Parigi e lì fondò una grande yeshivah a Brunoy.
Neminov pregava a lungo secondo il rito di preghiera Chabad. Quando Neminov raggiunse i 30 anni, il Rebbe Rayatz confermò che aveva raggiunto il livello di Beinoni discusso nella Tanya: colui il pensiero, la parole e le azioni del quale sono strettamente consistenti con il Codice della Legge Ebraica. Rabbi Menachem Mendel Schneerson inviò molti dei suoi seguaci da Neminov per riceverne ammaestramento e guida nel servizio divino.